# Reichenbachia hirsuta
Reichenbachia es un género monotípico de plantas herbáceas perteneciente a la familia Nyctaginaceae. Su única especie: Reichenbachia hirsuta es originaria de Bolivia.

## Taxonomía
Reichenbachia hirsuta fue descrita por Curt Polycarp Joachim Sprengel   y publicado en Bulletin des Sciences, par la Societe Philomatique 1823: 54, pl. 1. 1823.
Sinonimia
- Elaeagnus paraguayensis Parodi
- Reichenbachia paraguayensis (D. Parodi) Dugand & Daniel